# Stiropius letifer
Stiropius letifer är en stekelart som först beskrevs av Mann 1872.  Stiropius letifer ingår i släktet Stiropius och familjen bracksteklar. Inga underarter finns listade i Catalogue of Life.